# Aristide Bergès

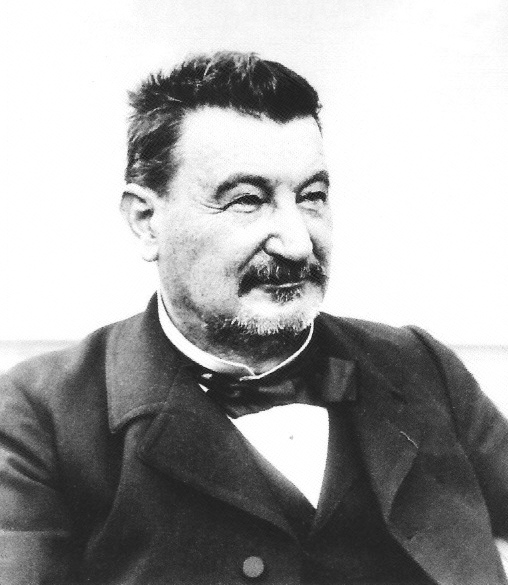
Aristide Bergès

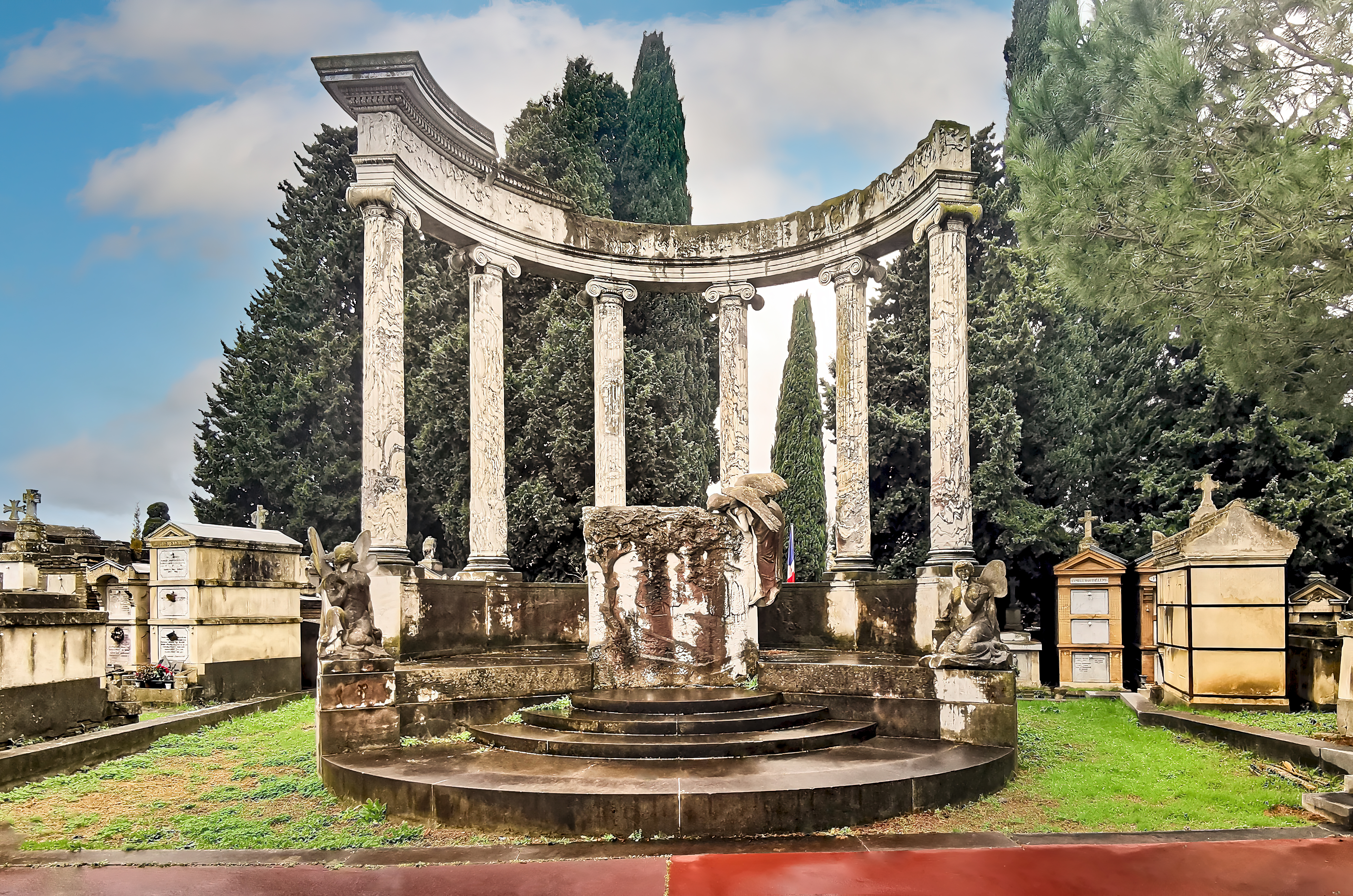
Grab, historisches Denkmal

 Laurent Arnaud Aristide Marcelin Bergès (* 4. September 1833 in Lorp, Département Ariège; † 28. Februar 1904 in Lancey, Département Isère) war ein französischer Wasserbauingenieur und Papierfabrikant.
Bergès, der aus einer Familie von Papierfabrikanten stammte, ging in Toulouse auf die kirchliche Schule Saint-Joseph und machte dort 1849 im Alter von 16 Jahren Abitur. Anschließend besuchte er, unterstützt von seinem Vater, in Paris die École Centrale des Arts et Manufactures und schloss sie 1852 mit einem Chemiediplom ab. Unmittelbar darauf stieg er in den Familienbetrieb ein: Seine erste Aufgabe bestand darin, eine Maschine zu entwickeln, die nach einem von den Deutschen Voelter und Voith entwickelten Verfahren Papier aus Holz statt wie zuvor aus Lumpen herstellen konnte.
Wegen des angespannten Verhältnisses zu seinem Vater (Bergès sprach von seiner „uneingeschränkten Willkürherrschaft“) arbeitete Bergès in Paris, Toulouse und für die Spanische Eisenbahngesellschaft. Er meldete zahlreiche Patente an, unter anderem 1864 eines, welches das Voelter-Verfahren wesentlich verbesserte. Im selben Jahr gründete er seine eigene Papiermühle in Mazères-sur-Salat (Haute-Garonne). Wenig später beschloss er, in Lancey (in der Nähe von Villard-Bonnot im Département Isère in den französischen Alpen) eine neue Papierfabrik zu errichten, die auf dem neuesten Stand der Technik sein und insbesondere die Elektrizität nutzen sollte. Diesen Standort wählte er aufgrund der ihm imponierenden Kraft der Gebirgsflüsse und des in den Wäldern reichlich vorhandenen Holzes. Zum Betrieb der Fabrik errichtete er 1869 eines der ersten Wasserkraftwerke der Welt. Es nutzte über einen Staudamm und (erst kurz zuvor durch Fortschritte in der Metallherstellung möglich gewordene) Druckrohrleitungen einen Höhenunterschied von zunächst 200 Metern, ab 1881 von 500 Metern. Die Leistung der damit angetriebenen Turbinen stieg von 500 auf 1200 PS. Dies war der Beginn der weltweiten industriellen Wasserkraftnutzung. Es sind jedoch nur noch Reste der Anlagen erhalten.
Aristide Bergès prägte 1878 für die Wasserkraft den Ausdruck „weiße Kohle“, der besonders seit der Weltausstellung 1889 in Paris populär wurde, als er auf einer von ihm dort ausgestellten Turbine angebracht war.
Bergès kehrte nie in seine Geburtsstadt zurück. Von 1878 bis 1884 war er Gemeinderat in Grenoble, von 1896 bis 1902 Bürgermeister von Villard-Bonnot. Im Departement Isère gründete er mehrere Elektrizitätsunternehmen, musste jedoch langwierige Prozesse um die Wassernutzungsrechte ausfechten. Seine Grabstätte liegt heute in Toulouse.